# فهرست فرودگاه‌های آنتیل هلند
این مقاله شامل فهرست فرودگاه‌های آنتیل هلند است که بر پایهٔ مکان قرارگیری آن‌ها مرتب شده است. 

## منابع

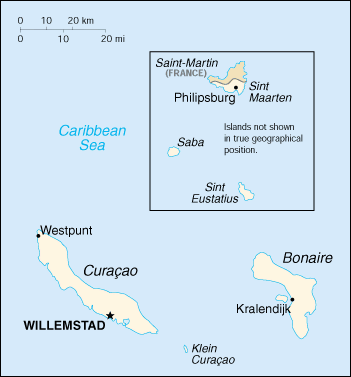
نقشهٔ آنتیل هلند.

## فهرست
| جزیره (شهر)              | ایکائو | یاتا | نام فرودگاه                      | مختصات                                                         |
| بونیر (کرالن‌دیک)         | TNCB   | BON  | فرودگاه بین‌المللی فلامینگو       | ۱۲°۰۷′۵۱″ شمالی ۰۶۸°۱۶′۰۶″ غربی / ۱۲٫۱۳۰۸۳°شمالی ۶۸٫۲۶۸۳۳°غربی |
| کوراسائو (Willemstad)    | TNCC   | CUR  | بین‌المللی فرودگاه هاتو           | ۱۲°۱۱′۱۹″ شمالی ۰۶۸°۵۷′۳۵″ غربی / ۱۲٫۱۸۸۶۱°شمالی ۶۸٫۹۵۹۷۲°غربی |
| سیبا                     | TNCS   | SAB  | فرودگاه یوانخو ئی. یروسخین       | ۱۷°۳۸′۴۳″ شمالی ۰۶۳°۱۳′۱۴″ غربی / ۱۷٫۶۴۵۲۸°شمالی ۶۳٫۲۲۰۵۶°غربی |
| سینت یوستیشس             | TNCE   | EUX  | فرودگاه فرانکلین دلانو روزولت    | ۱۷°۲۹′۴۷″ شمالی ۰۶۲°۵۸′۴۵″ غربی / ۱۷٫۴۹۶۳۹°شمالی ۶۲٫۹۷۹۱۷°غربی |
| سینت مارتن (Philipsburg) | TNCM   | SXM  | فرودگاه بین‌المللی پرینسس جولیانا | ۱۸°۰۲′۲۷″ شمالی ۰۶۳°۰۶′۳۲″ غربی / ۱۸٫۰۴۰۸۳°شمالی ۶۳٫۱۰۸۸۹°غربی |